# Albertus (Gegenpapst)
Albertus  war Gegenpapst im Jahre 1102.
Über die Herkunft Alberts ist nichts bekannt. Seit 1084 ist er als Kardinalbischof von Silva Candida belegt, das nach dem Tode des Mainardus von Gregor VII. nicht wieder besetzt worden war und daher ohne Widerstand den Wibertinern anheimfiel.
Nach dem Tod des von Kaiser Heinrich IV. eingesetzten Gegenpapstes Clemens III. (Wibert von Ravenna) im Jahre 1100 wählten dessen Anhänger zunächst Theodoricus zu dessen Nachfolger. Nachdem dieser von Papst Paschalis II. gefangen und in ein Kloster verbannt wurde, erwählten die Wibertiner 1102 Albert zum neuen Gegenpapst. Nach nur 105 Tagen wurde er von seinen Anhängern an den rechtmäßigen Papst verraten und ausgeliefert.